# Tomasz Iwan
Tomasz Iwan (* 12. Juni 1971 in Słupsk, Polen) ist ein ehemaliger polnischer Fußballspieler.
Der Mittelfeldspieler spielte während seiner Karriere in Polen (Olimpia Posen, Łódzki KS, Warta Posen und Lech Posen), den Niederlanden (Feyenoord Rotterdam, PSV Eindhoven und RBC Roosendaal), der Türkei (Trabzonspor) und in Österreich (FK Austria Wien und VfB Admira Wacker Mödling). Er ist der einzige Fußballer überhaupt, der bei den drei großen Posener Vereinen (Olimpia Posen, Warta Posen und Lech Posen) in der 1. Polnischen Liga gespielt hat.

## Erfolge
- Niederländischer Meister (2000, 2001)